# Ширма

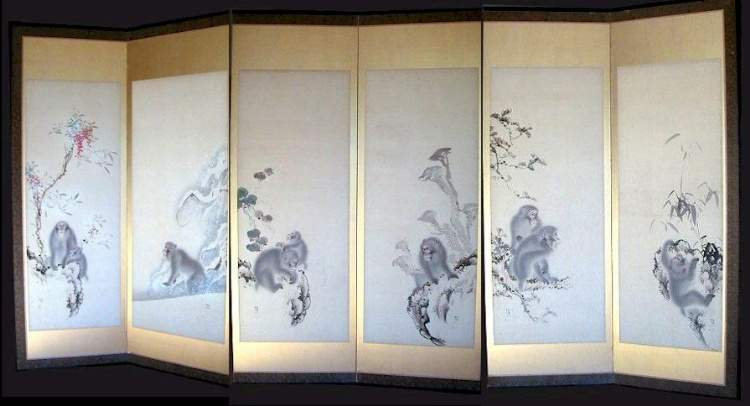
Мори Сосэн «Шестистворчатая ширма с обезьянами»

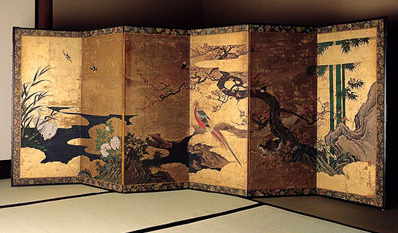
Расписная золотая ширма

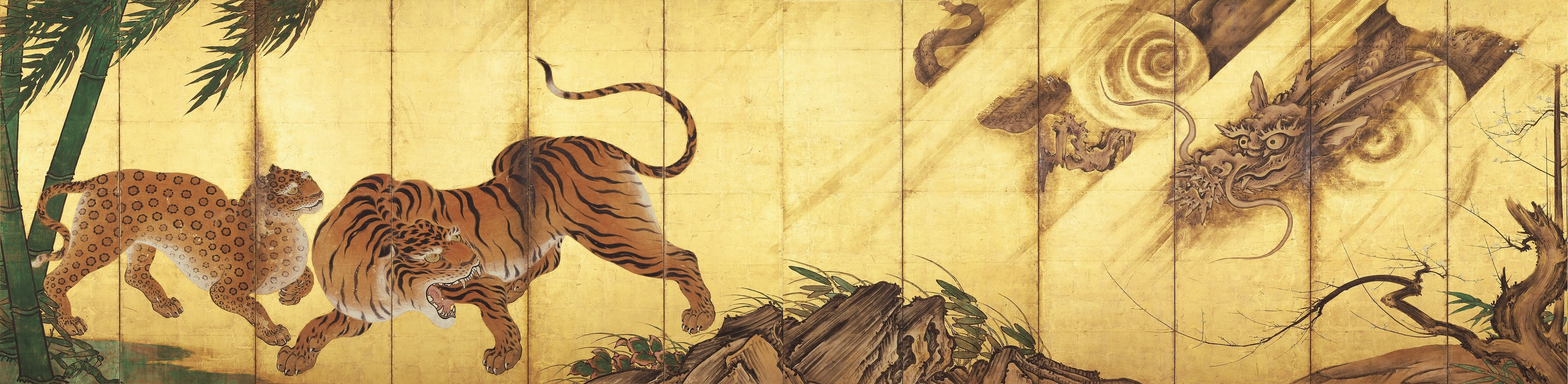
Пара ширм с тиграми и драконом. Автор: Кано Санраку, XVII век.

Ширма (от нем. Schirm «защита») — элемент интерьера, небольшая портативная перегородка, отделяющая часть комнаты, например для переодевания. Первые перегородки-ширмы появились в Китае.
Используются в интерьере спален, гардеробных, детских комнат, квартир-студий. Может использоваться, чтобы разбивать пространство комнаты на два не вполне изолированных — например, отделять кухню от столовой или гардероб в составе спальни.
В искусстве Японии и Китая ширма также была популярной поверхностью для рисования.
Ширмы используются также в театре кукол, за ними скрываются актёры-кукловоды.
Обычно ширма имеет складную конструкцию и высоту, примерно равную или чуть меньше человеческого роста.
Существуют и утилитарные ширмы, например, медицинские, необходимые для оснащения медицинских учреждений. Медицинские ширмы выпускаются с разным количеством секций: от одной до трёх. Медицинские ширмы изготавливаются с тканью или с пластиком.